# Casseur (militantisme)
Pour les articles homonymes, voir Casseur.

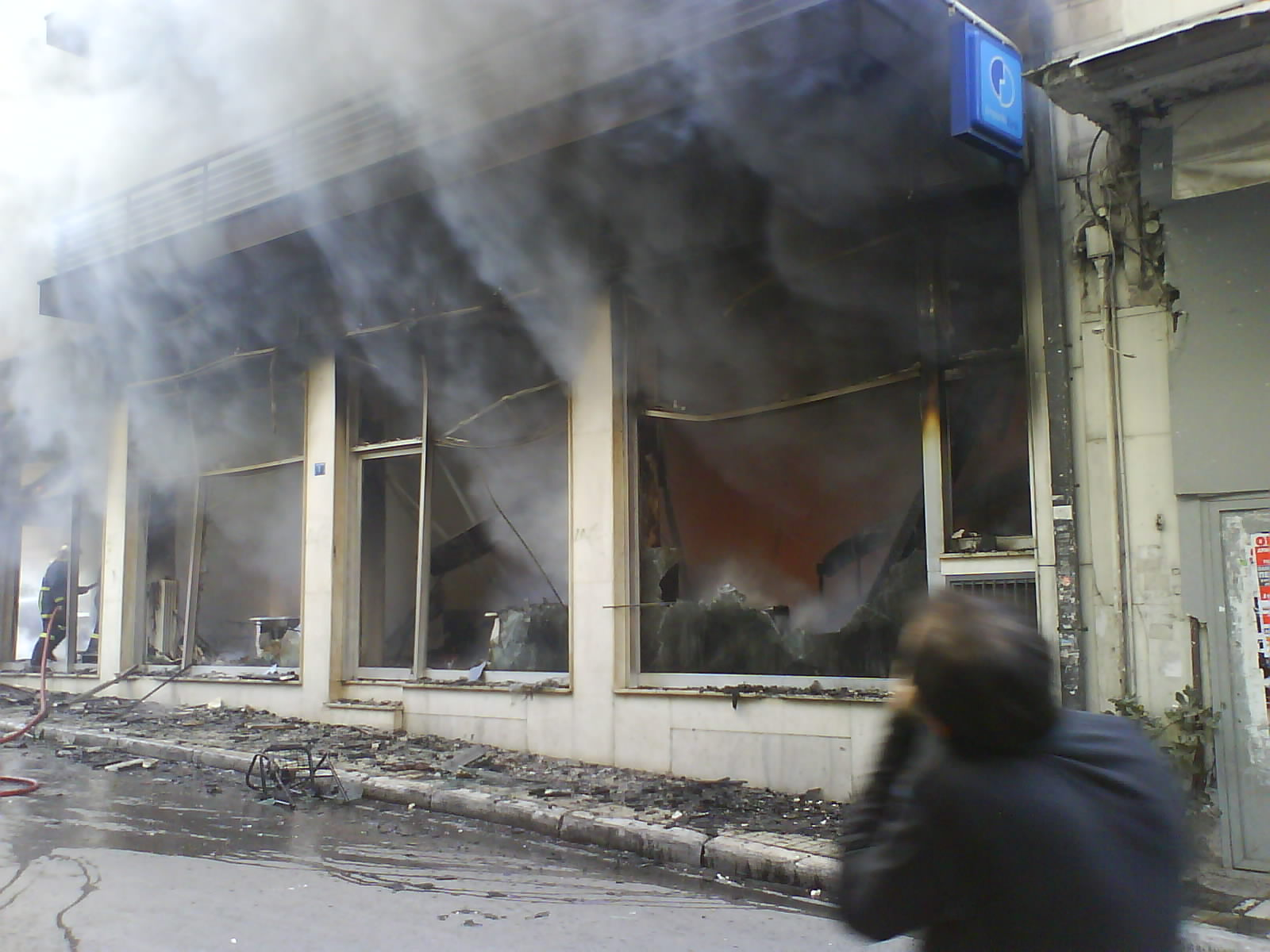
Une banque brulée lors des manifestations de 2008 en Grèce

Le terme « casseur » ou « casseuse » désigne des individus se livrant à une forme de militantisme fondé sur des dégradations (destruction de vitrines, de mobilier urbain...), voire à l'affrontement avec des forces de police mobilisée dans le cadre de manifestations. Le « casseur » est aujourd'hui considéré comme un synonyme de vandale. Il est parfois utilisé comme synonyme d'hooligan dans le cadre spécifique des manifestations sportives.
Il s'agit avant tout d'un terme émique : il n'est pas utilisé au premier degré en sciences sociales. L'historien Marc André le présente néanmoins comme un « mot de l'époque » du fait de son emploi récurrent dans les médias et discours politiques.

## Histoire du terme
Le terme casseur est d'abord utilisé au XVIe siècle pour nommer la profession « de ceux qui cassent de la pierre ou de la fonte ». Il faut attendre le début du XIXe siècle pour qu'il commence à prendre une connotation politique et sociale avec les mouvements luddites de bris de machines par des ouvriers. Lors de l'insurrection parisienne de juin 1832, il s'étend aux personnes détruisant vitres et lanternes. Mais c'est surtout à partir des années 1950 que son acception contemporaine commence à se diffuser massivement pour désigner des manifestants commettant des dégradations, des prisonniers mutinés, les « banlieusards » commettant des dégradations…
En argot, il pouvait aussi désigner celui qui pratiquait un casse, c'est-à-dire un cambriolage.
Au début du XXe siècle, il est très utilisé pour désigner le hooliganisme et les dégradations lors des manifestations, et très repris dans les discours politiques et médiatiques. Il est alors utilisé pour désigner l'ensemble des personnes pratiquant des actes de vandalisme et/ou violents en marge des manifestations protestataire. Ils interviennent parfois lors de manifestations syndicales, lycéennes ou étudiantes, en usant du mouvement et de l'anonymat de la foule, mais également de manière spontanée et séparée.

## Approche sociologique
Faire des dégâts matériels, particulièrement en manifestation, fait partie des « modes d'action » ou du « répertoire d'action » protestataires identifiés par les sciences sociales. À partir des résultats des enquêtes CEVIPOF de 1988 et 1995 et du Panel électoral français de 2002, la chercheuse en science politique Nonna Meyer constate que la dégradation est le mode d'action le moins accepté de tous en France, culminant à 2 % d'approbation en 1995 et 2002.
|                                         | 1988 | 1995 | 2002 |
| Provoquer des dégâts matériels          | 1 %  | 2 %  | 2 %  |
| Peindre des slogans sur les murs        | 6 %  | 6 %  | 5 %  |
| Refuser de payer les impôts             | 23 % | 37 % | 32 % |
| Occuper un bâtiment administratif       | 28 % | 42 % | 43 % |
| Participer à des manifestations de rues | 49 % | 62 % | 77 % |
| Faire grève                             | 66 % | 74 % | 79 % |
| Nombre de réponses                      | 3847 | 4078 | 4107 |

## Un terme polysémique

### Au premier degré: désigner le trouble à l'ordre public

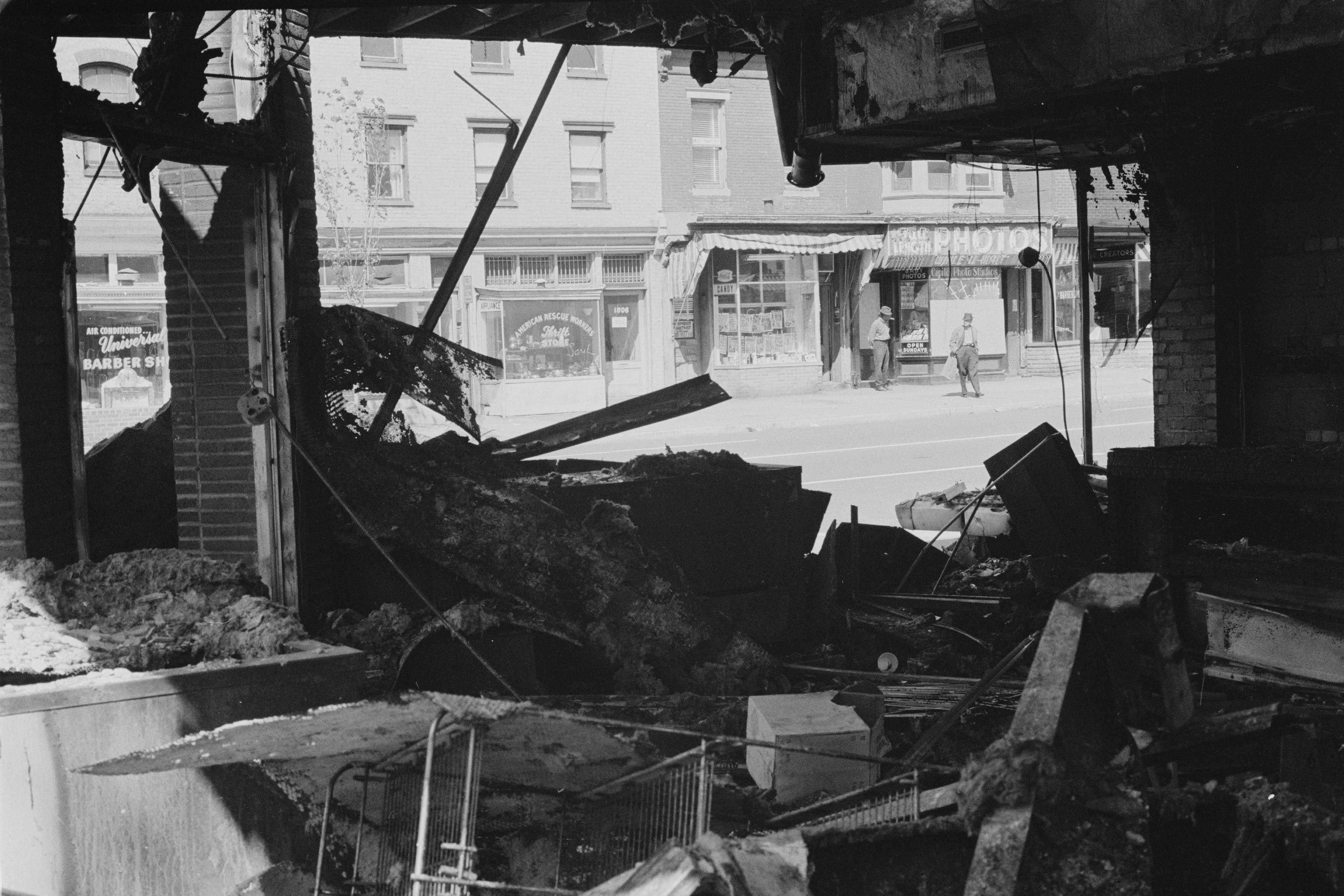
Manifestation à Washington après l'assassinat de Martin Luther King en 1968

Le terme ne fait référence qu'à l'acte de casser or il peut désigner à la fois :
- les personnes opérant des larcins parmi les manifestants) ;
- les auteurs d'actes de vandalisme, perpétrés contre le mobilier urbain (abribus, cabines téléphoniques), contre des boutiques (vitrines brisées, avec parfois ensuite des vols dans les magasins vandalisés, etc.), contre des distributeurs automatiques, contre des bâtiments publics… ;
- les manifestants qui s'en prennent physiquement aux forces de l'ordre (CRS, Police Nationale, Gendarmerie, parfois même les Sapeurs-Pompiers).

Le casseur se caractériserait donc par sa nature violente et intimidante.
L'appellation "casseur" désigne l'acte en soi, et non les motivations. Il pourrait ainsi servir à orienter l'opinion, à discréditer certaines revendications. Le vandale étant inéluctablement réprouvable, l'utilisation du terme constituerait une manière d'exclure une certaine forme d'action politique. Le terme de vandalisme lui-même est un néologisme né avec la Révolution française, et dont la valeur de discréditation de l'action d'opposants politiques se trouve prolongé par le terme « casseur » contemporain.
Le terme "casseur" est parfois confondu avec celui d'émeutier (auteurs d'émeutes) qui provoquent et invectivent les forces de l'ordre et expriment un message de révolte : révolte antisociale[réf. nécessaire]

### Au second degré: retourner le terme contre le pouvoir
Prenant le contrepied de son utilisation la plus courante pour désigner des personnes troublant l'ordre public, les déclinaisons « casseur de manifestants » peut ainsi désigner les forces de l'ordre, et « briseur de grève » ou « casseur de mouvement » peuvent désigner les syndicalistes soutenant leur direction contre leurs collègues en lutte sociale (syndicalisme jaune). Plus largement, il peut s'agir de désigner la casse d'un modèle social. On retrouve un exemple de cet usage dans le titre du livre Les Casseurs de l'État social - Des retraites à la Sécu : la grande démolition de Michel Husson en 2003.
L'historienne Ludivine Bantigny observe en 2020 que cette tendance s'est récemment accélérée, et parle même d'un début de « retournement du stigmate » du terme casseur. En France, durant les manifestations contre la loi Travail de 2016, la mise en perspective de la « casse » matérielle et de la « casse sociale » est très reprise par les mouvements protestataires, par exemple à travers le slogan « casseurs de vitre [versus] casseurs de vie ». Pour l'anthropologue Alain Bertho, « Le message [des protestataires] est simple : la violence d’État et la violence des manifestants sont sans commune mesure. »